# Villa Estense
Villa Estense là một đô thị thuộc tỉnh Padova vùng Veneto, located about 60 km về phía tây nam của Venezia và cách khoảng 30 km về phía tây nam của Padova. Tại thời điểm ngày 31 tháng 12 năm 2004, đô thị này có dân số 2.407 người và diện tích 16,0 km².
Villa Estense giáp các đô thị: Este, Granze, Sant'Elena, Sant'Urbano, Vescovana, Vighizzolo d'Este.